# NK Dinamo Predavac
Nogometni klub Dinamo Predavac je nogometni klub iz Predavca, Općina Rovišće. U sezoni 2020./21. se natječe u 4. NL Bjelovar – Koprivnica – Virovitica.

## Povijest
Klub je osnovan 1959. godine. U sezoni 1996./97. igrali su u 2. HNL koja je tada predstavljala treći rang natjecanja. Utakmice su igrali na igralištu NK Bjelovar. Iste sezone ispadaju iz 2. HNL i nastavljaju se natjecati u 3. HNL. Tijekom 2000-ih su se natjecali u 1. ŽNL Bjelovarsko-bilogorskoj. Klub je osvojio 1. županijsku ligu u sezoni 2014./15. te se tako plasirao izravno u 4. HNL. U svojoj prvoj sezoni u 4. HNL, 2015./16., klub je završio sezonu na 2. mjesto, 2 3 boda zaostatka za vodećim. 
Dinamo svoje domaće utakmice igra na stadionu Brana koja ima kapacitet od 500 gledatelja.
Klub je 1980-ih igrao prijateljske utakmice s zagrebačkim Dinamom.